# Les Anges noirs
Cet article concerne le roman. Pour le film de 1937, voir Les Anges noirs (film, 1937). Pour le film de 2009, voir Les Anges noirs (film, 2009).
Les Anges noirs est un roman de François Mauriac publié le 31 décembre 1936 aux éditions Grasset.

## Résumé
Comme dans son roman Thérèse Desqueyroux, publié en 1927, Mauriac adopte la forme d'un récit-confession. Celui-ci est adressé à un prêtre par le personnage central, le plus sombre des anges noirs : Gabriel Gradère. Le petit monde de la bourgeoisie catholique bordelaise constitue le décor de cette histoire d'ambitions sociales et de faux-semblants. D'un couple sans amour, une femme laide et riche, unie à un homme plus jeune, séduisant et désargenté, naîtra un garçon à l'âme pure.

## Éditions
- Éditions Grasset, 1936 (OCLC 342638)
- Œuvres romanesques et théâtrales complètes, tome III, coll. « Bibliothèque de la Pléiade », éditions Gallimard, 1981  (ISBN 2070109909)

## Adaptation au cinéma
Le roman est adapté au cinéma dans le film Les Anges noirs réalisé en 1937 par Willy Rozier avec Suzy Prim, Paul Bernard et Henri Rollan.